# 蓝与黑 (电影)
《蓝与黑》是邵氏于1966年出品的一部电影，导演为陶秦，林黛、关山主演，其中林黛在未能完成影片时逝世。故事根据王蓝的同名小说改编，当时投入了大量资金，以和电懋公司拍摄的《星星月亮太陽》竞争。
该片获亚洲影展最佳影片奖及金马奖优等剧情片及最佳女配角，林黛还被亚洲影展追授特别纪念奖。。2011年台北金馬影展將该片列為影史百大華語電影之一。

## 情节
日军入侵，高家却为女主人大办寿宴，张醒亚与唐琪相遇。他俩都是孤儿，分别被姑姑和姨妈养大。姑姑对醒亚视如己出，但唐琪就没那么幸运了，高家对她不好，外面还流传着关于她的流言蜚语。唐琪常约醒亚去溜冰，俩人同病相怜、产生好感。高家姨妈和大哥硬让唐琪嫁给汉奸王科长，唐琪不从，便被关了禁闭。二嫂对唐琪却很好，安排醒亚来家里“听唱片”，唐琪送给醒亚一条蓝围巾。
唐琪终于逃了出来，一次约醒亚溜冰，中途遇到小流氓骚扰，醒亚为保护她被打倒在地，关键时刻他拿起溜冰鞋划伤了其中一个混混，将他们吓走。唐琪送醒亚回家并留宿一夜，回家后遭姨妈训斥。后来她在一家医院找到了当护士的工作，她向醒亚要求一起私奔，但醒亚与妹妹惠亚商量后，拒绝了她。她因而躲避醒亚，不与他见面。一天好色的院长把她骗至家中，迷奸了她，消息登了报，闹的满城风雨。
醒亚极度愤懑，在大家齐力劝说下才平息。唐琪沦落为歌女。抗日者贺立来看醒亚，说服他去太行山抗日，醒亚要求带唐琪一起去。他到舞厅见了唐琪，唐琪还带他一同见了同室的好友方小姐，方小姐也同意唐琪走。可是临行前，贺力却回来劝说她不要跟去，说她会拖累醒亚。唐琪万分痛苦的作了决定，醒亚上火车后看到唐琪的信，觉得唐琪是在报复他。
醒亚等人穿过了日伪军控制的地带，来到了大后方。他们发动了一次突然袭击，打了日军一个措手不及，醒亚也受了轻伤。整个影片在《蓝与黑》主题曲中结束。

## 演員
- 唐琪—林黛
- 張醒亞—關山
- 鄭美莊—丁紅
- 季慧亞—
- 季震亞—王沖
- 姑父—井淼
- 姑母—陳燕燕
- 賀力—王豪
- 賀蒙—金漢
- 高老太太—歐陽莎菲
- 高大爺—蔣光超
- 高大少奶—高寶樹
- 高二少奶—顧媚
- 高小姐—白虹
- 鄭總司令—李影
- 鄭總司令夫人—紅薇
- 曹副官—田豐
- 最低領袖—金峰
- 維他命Ｇ—李昆
- 表姐夫—何藩

## 音乐
- 主題曲：藍與黑（詞：陶秦　曲：王福齡　演唱：方逸華）
- 插曲：癡癡地等（詞：陶秦　曲：王福齡　演唱：靜婷）
- 插曲：何日君再來（唐琪唱這首歌的情節在原著第三章，演唱：靜婷 作詞：貝林 作曲：劉雪庵）

## 獲獎與提名

### 第13屆亞洲影展
| 年份 | 獲提名     | 獎項       | 結果 |
| ---- | ---------- | ---------- | ---- |
| 1966 | 《蓝与黑》 | 最佳影片   | 獲獎 |
| 1966 | 林黛       | 特別紀念獎 | 獲獎 |

### 第5屆金馬獎
| 年份 | 獲提名     | 獎項       | 結果 |
| ---- | ---------- | ---------- | ---- |
| 1967 | 《蓝与黑》 | 優等劇情片 | 獲獎 |
| 1967 |            | 最佳女配角 | 獲獎 |

## 外部連結
- 開眼電影網上《藍與黑》的資料（繁體中文）
- 香港影庫上《藍與黑(上)》的資料（繁體中文）
- 香港影庫上《藍與黑(下)》的資料（繁體中文）
- 豆瓣电影上《藍與黑》的資料 （简体中文）
- 豆瓣电影上《藍與黑續集》的資料 （简体中文）
- 时光网上《藍與黑》的資料（简体中文）
- 时光网上《藍與黑續集》的資料（简体中文）
- AllMovie上《藍與黑》的资料（英文）
- 爛番茄上《藍與黑》的資料（英文）
- 互联网电影数据库（IMDb）上《藍與黑(上)》的资料（英文）
- 互联网电影数据库（IMDb）上《藍與黑(下)》的资料（英文）